# Kunbir pilosipes
Kunbir pilosipes là một loài bọ cánh cứng trong họ Cerambycidae.